# Novo Mesto
Novo Mesto ([ˈnɔːʋɔ ˈmeːstɔ]ⓘ; en esloveno: Novo mesto), literalmente "Ciudad nueva" (en alemán: Rudolfswert), es un municipio de la República de Eslovenia con título de ciudad desde la Edad Media, situada a la orilla del río Krka. Es la capital de la región tradicional de Baja Carniola. 

## Historia

### Prehistoria y Antigüedad
La cueva de Luknja, cerca de Prečna (término municipal de Novo Mesto) fue un asentamiento humano durante la Edad de Piedra. Son de gran valor arqueológico los hallazgos de sitios que se remontan a la Edad de Hierro. Las rutas de transporte, la suave orografía, el clima y las minas de hierro hicieron posible que surgieran asentamientos en colinas naturales. Los descubrimientos arqueológicos de esa época dan testimonio de la gran habilidad de los alfareros y orfebres, además de dar una idea de la densidad de población y la cultura emergente en aquel momento. Novo Mesto se clasifica con los nuevos descubrimientos entre los centros culturales más destacados desde el siglo VIII hasta el siglo I a. C. en Europa. En las cercanías de Novo Mesto hubo una importante vía romana de transporte, desde Liubliana hasta Sisak.

### Edad Media
En la Edad Media, las familias nobles y las instituciones de la iglesia se expandieron por el sur de Europa y consolidaron sus aspiraciones políticas y económicas en los territorios recién conquistados. Así, se empezaron a formar las ciudades y los asentamientos urbanos (Kostanjevica, Isla de Dobrava, Novo Mesto), que eran centros administrativos y militares de su posesión. Más tarde los Habsburgo necesitaron una fortaleza para consolidar su autoridad en esta área.

### Edad Moderna
Novo Mesto (literalmente, "ciudad nueva") fue fundada con el nombre alemán de Rudolfswert (en esloveno: Rudolfovo) el 13 de abril de 1365, nombrada así en honor a su fundador, el archiduque Rodolfo IV de Austria.

### Edad Contemporánea
Tras la Primera Guerra Mundial y la disolución del Imperio austrohúngaro, la ciudad fue oficialmente nombrada Novo mesto ("ciudad nueva") aunque informalmente ya era conocida con ese nombre desde su fundación.
En 1958, las autoridades de la República Federativa Socialista de Yugoslavia tenían una autopista construida que conecta la capital eslovena de Liubliana a Zagreb en Croacia, que pasa a través de Novo Mesto. La autopista A2 es hoy parte de la Ruta europea E70. Con su construcción, Novo Mesto pasó a estar mucho mejor conectada con el resto de Eslovenia y el resto de la antigua Yugoslavia, y comenzó a crecer como un importante centro regional.

## Geografía
El río Krka confiere su peculiar aspecto a la ciudad, metrópoli de Dolenjska (Baja Carniola), y situada sobre siete colinas. En las inmediaciones de la ciudad hay un gran número de monumentos histórico-culturales y sagrados, también se encuentran las Termas "Dolenjske Toplice", el Castillo de Otočec, único en Eslovenia por su localización sobre una isla en mitad del río Krka, así como las termas "Šmarješke Toplice". Por su proximidad a la sierra de Gorjanci es popular entre senderistas, ciclistas y cazadores. El monte "Trška gora", sobre la ciudad, es un atractivo dentro de los visitantes a la región vitivinícola del Cviček, en la que se produce un producto; el Cviček, un vino muy característico y conocido en todo el país.

## Lugares de interés
- Catedral de San Nicolás: llamada también Iglesia de San Nicolás o iglesia Kapitelj, entre los habitantes simplemente Kapitelj, es uno de los más antiguos y mejor reconocibles monumentos de Novo Mesto. La iglesia se sitúa sobre la cima de una colina sobre la ciudad vieja y es visible desde varios kilómetros a la redonda. Es característica su interesante mezcla de estilos barroco y gótico, y el eje longitudinal fracturada de la iglesia), el rico interior (altar de San Nicolás, pintado por Tintoretto) y la famosa historia. Hasta 7 de abril de 2006, la iglesia se conocía oficialmente como Iglesia parroquial de Novo Mesto-Kapitelj. Después de esta fecha, cuando fue fundado el obispado de Novo Mesto, la iglesia se convirtió en la catedral del obispado y pasó a llamarse Catedral de San Nicolás.

- Capilla del Santo Sepulcro: la capilla está situada en la parte superior de la colina de "Grm", y es un componente del Castillo de Grm. Fue construido en el siglo XVIII y se divide en dos partes: la parte este representa el Santo Sepulcro, con un mausoleo octogonal de la familia Mordax al lado. El octógono está coronado por una cúpula. La capilla solía tener hermosos muebles barrocos que se han eliminado para dar cabida a las necesidades del actual propietario. El edificio de planta octogonal es un ejemplo importante de plane central de un edificio en el siglo XVIII, característica del sureste esloveno (Baja Carniola).

- Colina Marof: es una colina sobre Novo Mesto por donde pasa la "Alameda de Kette" (Dragotin Kette, escritor y poeta esloveno), que une el centro histórico de la ciudad con la localidad de Bršljin. En Marof hay amplias excavaciones arqueológicas donde, entre otras cosas, se encuentran restos de cubos célticos ("Situla" en esloveno) guardados en el Museo de Dolenjska.

## Economía
En la ciudad tiene sede la tercera empresa más grande de Eslovenia. Revoz, es la planta de producción de automóviles del grupo Renault, dicha factoría de automóviles es la más grande e importante en Eslovenia y uno de los mayores empleadores de la ciudad. Hoy, el turismo está en alza en Eslovenia, y la ciudad de Novo Mesto está sintiendo algunos de sus efectos económicos, con el auge de extranjeros a sus sitios históricos. 
El valle del Krka es ahora un lugar para la cata de vinos y un destino para sus entusiastas, quienes toman tures guiados en la parte baja de la región de Carniola, probando variedades de productoras locales como el vino Cviček, el cual se produce mezclando diversas variedades de vinos locales.
Las empresas más grandes incluyen a:
- Revoz, manufactura de turismos
- Adria Mobil, fabricante de vehículos de camper
- Krka, medicamentos

## Demografía
Según la Oficina de Estadística de la República de Eslovenia, abarca un área total de 298,5 km². Se le considera el centro económico y cultural de Baja Carniola (Dolenjska en esloveno). Según los resultados del censo de 2002, Novo Mesto tiene 40.925 habitantes, de los cuales 20.017 son hombres y 20.908 son mujeres. El promedio de edad en 2002 era de 39,58 años.

## Personas célebres nacidas en esta ciudad
- Melania Trump - modelo y primera dama de los Estados Unidos de América desde 2017 a 2021 y de nuevo desde 2025.